# Zajčji Vrh pri Stopičah
Zajčji Vrh pri Stopičah este o localitate din comuna Novo mesto, Slovenia, cu o populație de 93 de locuitori.